# Семаранг
Сема̀ранг (на индонезийски: Semarang) е град в Индонезия, център на провинция Централна Ява. Разположен е на северния бряг на остров Ява. Населението му е 1 555 984 души (2010 г.). По време на нидерландското управление на страната Семаранг е важно пристанище и е известен със значителното си китайско население.

## Побратимени градове
- Бризбейн, Австралия от 1993 г.

## Личности, родени в Семаранг
- Вилем Ейнтховен (1860 – 1927), холандски физиолог